# Взорвать Гитлера
«Взорвать Гитлера» (нем. Elser – Er hätte die Welt verändert — «Эльзер — он мог бы изменить мир», англ. 13 Minutes) — художественный фильм 2015 года немецкого режиссёра Оливера Хиршбигеля. Историческая драма, посвященная террористу-одиночке Георгу Эльзеру — немецкому антифашисту, который в 1939 году совершил неудачное покушение на Адольфа Гитлера, Германа Геринга и Йозефа Геббельса.

## Сюжет
Георг — очень скромный и тихий человек, мастер-«золотые руки», до поры до времени по мере сил сторонившийся политики. Когда его друзей-коммунистов начинает преследовать и истреблять набирающий силу нацистский режим, в его душе крепнет воля к сопротивлению. Простой столяр приходит к мысли, что сможет изменить судьбу Германии и мира одним ударом.

## В ролях
| Актёр              | Роль          | Оригинальная роль    |
| ------------------ | ------------- | -------------------- |
| Кристиан Фридель   | Георг Эльзер  | нем. Georg Elser     |
| Катарина Шюттлер   | Эльза         | нем. Elsa            |
| Бургхарт Клаусснер | Артур Небе    | нем. Arthur Nebe     |
| Йохан фон Бюлов    | Генрих Мюллер | нем. Heinrich Müller |

## Награды и номинации
- Баварская кинопремия[нем.] 2014 года — продюсеры фильма
- Немецкая кинопремия мира - Мост[нем.] 2015 года — режиссёр Оливер Хиршбигель
- Кинофорум «Золотой Витязь» (Россия, Севастополь, 2016) — Гран-при[2]

## Критика
Фильм был воспринят русскоязычной прессой и кинокритикой в основном позитивно, хотя встречались и негативные отзывы.

## Сюжетные аллюзии
- Эльзер, Иоганн Георг — германский антифашист, террорист-одиночка, в 1939 году совершивший неудачное покушение на А. Гитлера и его сподвижников путём подрыва.
- Бункер (фильм, 2004) — ещё один фильм О. Хиршбигеля на ту же тему, экранизирующий одну из популярных версий смерти А. Гитлера в своём бункере в 1945 г.
- Бесславные ублюдки (2009) — фильм К. Тарантино, в котором вся верхушка Третьего рейха гибнет при взрыве и пожаре кинотеатра.